# قمری بلدرچینی سرآبی
قمری بلدرچینی سرآبی (نام علمی: Starnoenas cyanocephala) نام یک گونه از تیره کبوتران است.